# Atkinson (Nuevo Hampshire)
Atkinson es un pueblo ubicado en el condado de Rockingham en el estado estadounidense de Nuevo Hampshire. En el Censo de 2010 tenía una población de 6.751 habitantes y una densidad poblacional de 230,53 personas por km².

## Geografía
Atkinson se encuentra ubicado en las coordenadas 42°50′21″N 71°9′59″O / 42.83917, -71.16639. Según la Oficina del Censo de los Estados Unidos, Atkinson tiene una superficie total de 29.28 km², de la cual 28.87 km² corresponden a tierra firme y (1.42%) 0.42 km² es agua.

## Demografía
Según el censo de 2010, había 6.751 personas residiendo en Atkinson. La densidad de población era de 230,53 hab./km². De los 6.751 habitantes, Atkinson estaba compuesto por el 97.51% blancos, el 0.5% eran afroamericanos, el 0.04% eran amerindios, el 0.95% eran asiáticos, el 0.01% eran isleños del Pacífico, el 0.24% eran de otras razas y el 0.74% pertenecían a dos o más razas. Del total de la población el 1.42% eran hispanos o latinos de cualquier raza.